# 大豪岩石刻
大豪岩石刻，位于中国广东省肇庆市封开县平凤镇大袍村，为一处清代石刻。2003年9月18日，列入封开县文物保护单位。